# The 1 (pjesma Taylor Swift)
"The 1" (stilizirana malim slovima) pjesma američke kantautorice Taylor Swift za njen osmi studijski album "folklore"koji je objavljen 24. srpnja 2020. u izdanju Republic Recordsa. 9. listopada 2020. pjesma je objavljena na njemačkom radio postaji kao četvrti i posljednji singl s albuma. Pjesmu su napisali Swift i Aaron Dessner, a producirao ju je Dessner. "The 1" je prva pjesma na albumu. Po izlasku, "the 1" je dobio pozitivne kritike glazbenih kritičara, koji su pohvalili njegovu ogoljenu prirodu i duhovitu liriku.
Pjesma je debitirala na prvom mjestu američke ljestvice Spotify s 4,175 milijuna streamova, postavši najveći debi ženske umjetnice u povijesti platforme, i druga najveći debi u 2020. godini sa 7,420 milijuna streamova, samo iza "cardigan" - glavni singl s "folklore"-a. Na Billboard Hot 100, "the 1" je stigao na četvrto mjesto, čineći Swiftinih rekordnih 28 Top-10 hitova i osamnaesti Top-10 debi u SAD-u. Inače, pjesma je dospjela na prvo mjesto, otvorivši se među prvih pet u Australiji, Maleziji i Singapuru, te prvih deset u Kanadi, Irskoj, Novom Zelandu i Velikoj Britaniji.

## Ljestvice
| Ljestvice                  | Najviša pozicija |
| -------------------------- | ---------------- |
| Australija                 | 4                |
| Irska                      | 7                |
| Kanada                     | 7                |
| Nizozemska                 | 99               |
| Novi Zeland                | 7                |
| Portugal                   | 56               |
| Sjedinjene Američke Države | 2                |
| Ujedinjeno Kraljevstvo     | 10               |